# Lijst van Noorse marineschepen tijdens de Tweede Wereldoorlog
Dit is een lijst van Noorse oorlogsschepen tijdens de Tweede Wereldoorlog. Deze lijst bevat Noorse oorlogsschepen met een tonnage van boven de 1000 ton. 

## Torpedobootjagers
- Hunt (Type II)-klasse
  - Arendal
  - Eskdale
  - Glaisdale

- Town-klasse
  - Bath
  - Lincoln
  - Mansfield
  - Newport
  - St Albans

- S-klasse
  - Stord

## Kustverdedigingsschepen
- Eidsvold
- Fridtjof Nansen
- Harald Haarfagre
- Norge
- Tordenskjold

## Mijnenlegger
- Olav Tryggvason

## Korvetten
- Castle-klasse
  - Tunsberg Castle